# Alina Jackiewicz-Kaczmarek
Alina Wiktoria Jackiewicz-Kaczmarek (ur. 8 lutego 1953 w Lublinie) – polska graficzka, rysowniczka, malarka, fotograf, profesor Akademii Sztuk Pięknych w Gdańsku.

## Życiorys
Studiowała w Państwowej Wyższej Szkole Sztuk Plastycznych w Gdańsku, kierunek Malarstwo. Dyplom w 1979 roku w Pracowni Malarstwa prof. Władysława Jackiewicza. Kierownik IV Pracowni Grafiki Artystycznej technik wklęsłodrukowych. W dorobku posiada ponad 30 wystaw indywidualnych i udział w ponad 140 wystawach zbiorowych w kraju i za granicą. Laureatka ponad 30 nagród i wyróżnień na wystawach i konkursach okręgowych, ogólnopolskich i międzynarodowych. W 2013 roku otrzymała tytuł profesora sztuk plastycznych.
Artystka operuje technikami metalowymi: akwafortą, akwatintą, mezzotintą. Najważniejszym tematem jej prac jest naturalne środowisko (m.in. morze), niezakłócone przez działanie cywilizacji. Tematyka jej prac jest również związana z widokami urokliwych miast nadmorskich. Prace graficzne znajdują się Muzeum Narodowym w Gdańsku, Muzeum Morskim w Gdańsku, Muzeum Miasta Gdyni, Muzeum Lubelskim, Bibliotece Narodowej w Warszawie, Bibliotece Uniwersyteckiej w Sopocie, Muzeum Sztuki Nowoczesnej w San Francisco (USA), Muzeum Miasta Turku (Finlandia), Muzeum Watykańskim, Muzeum Miasta Biella (Włochy), Ermitażu w Petersburgu (Rosja), Muzeum Miasta Frankenthal (Niemcy), Muzeum Miejskim Skanderborg (Dania), Kanagawa Prefectural Gallery (Japonia), Gallery Svalbard w Longyearbyen (Norwegia - Spitsbergen).

## Ważniejsze wystawy (do 2005 r.)
- 1980 – World Print Three – Muzeum Sztuki Nowoczesnej, San Francisco, USA – I nagroda – Special Edition Purchase Award
- 1981 – IV Biennale Sztuki Gdańskiej – Sopot – Medal
- 1982 – Jeune Expression – Grand Palais, Paryż, Francja
- 1983 – V Polsko-Fiński Konkurs Grafiki Marynistycznej, Gdańsk – II nagroda i wyróżnienie.
- 1984 – X Międzynarodowe Biennale Grafiki – Kraków
- 1985 – I Międzynarodowa Wystawa Grafiki- Mezzotinta – Sopot – wyróżnienie.
- 1986 – Prints From All Over – Uniwersytet Colorado-Boulder, Colorado, USA
- 1987 – Premio Internazionale Biella 87 – Biella, Włochy
- 1987 – 8th Auburn Works on Paper – Uniwersytet w Auburn, Alabama, USA
- 1988 – XXII Prix International dArt Contemporain de Monte Carlo – Monte Carlo, Monaco
- 1988 – II Międzynarodowe Triennale Grafiki-Mezzotinta – Sopot – Medal
- 1989 – XV Międzynarodowa Wystawa Grafiki – Kanagawa, Japonia
- 1990 – Gdańska Grafika Roku 89 – Gdańsk – I nagroda
- 1991 – Międzynarodowy Festiwal Sztuki – Wystawa indywidualna, Skanderborg, Dania
- 1992 – Triennale Grafiki Krajów Nadbałtyckich – Gdańsk.
- 1993 – Biennale Grafiki Mastricht 93 – Mastricht, Holandia
- 1994 – IV Salon Plastyki Gdyńskiej – Gdynia – II nagroda
- 1995 – Gdańska Grafika Roku 94 – Gdańsk – I nagroda
- 1995 – IV Międzynarodowe Triennale Grafiki-Mezzotinta – Gdańsk – wyróżnienie
- 1996 – V Salon Plastyki Gdyńskiej – Gdynia, Nagroda Główna Prezydenta Miasta Gdyni
- 1997 – Gdańska Grafika Roku 96 – Gdańsk – II nagroda
- 1998 – V Międzynarodowe Biennale Grafiki – Grabado-Ourense, Hiszpania
- 1999 – IV Konkurs o Nagrodę Daniela Chodowieckiego – Sopot
- 2000 – VI Międzynarodowe Biennale Grafiki – Grabado-Ourense, Hiszpania
- 2001 – Triennale Tczewskie – Ogólnopolski Konkurs Graficzny – Tczew – III nagroda
- 2002 – Mistrz i Uczniowie – Centrum Sztuki, Galeria EL, Elbląg
- 2003 – Grafika z Gdańska – Instytut Kultury Polskiej, Sztokholm, Szwecja
- 2005 – Wystawa indywidualna Grafiki – Galeria Nowa Oficyna, Gdańsk

## Nagrody i wyróżnienia
- Nagroda Prezydenta Miasta Gdańska w Dziedzinie Kultury z okazji jubileuszu 30-lecia pracy artystycznej (2009)[4]
- Nagroda Prezydenta Miasta Gdańska w Dziedzinie Kultury z okazji jubileuszu 35-lecia pracy artystycznej, a w szczególności za prace ukazujące magię i piękno świata przyrody (2014)[4]
- Nagroda Prezydenta Miasta Gdańska w Dziedzinie Kultury z okazji jubileuszu 40-lecia pracy artystycznej (2019)[4]
- Brązowy Medal „Zasłużony Kulturze Gloria Artis” (5 grudnia 2019)[5]